# Шандилья-упанишада
Шандилья упанишада (дев.: शाण्डिल्य उपनिषत्, IAST: Śāṇḍilya Upaniṣad) — санскритский текст и одна из двадцати «Йога-упанишад» четырех Вед, относящаяся к Атхарваведе.
Текст сфокусирован на техниках йоги и является одним из наиболее подробных среди упанишад, посвященных йоге. Он описывает десять Ям (этические запреты, ограничения), десять Ниям (этический список) и восемь Асан (поз), вместе с тремя пранаямами, пятью типами Пратьяхар, пятью видами Дхараны, двумя типами Дхьяны и одного Самадхи.
Наряду с подробным описанием практики восьмиступенчатой йоги:
- яма (должное),
- нияма (недолжное),
- асана (правильная поза для медитации),
- пранаяма (наука об энергии и правильном дыхании),
- пратьятхара (старание),
- дхарана (удержание внимание на объекте медитации),
- дхъяна (концентрация),
- самадхи (сосредоточение и освобождение от страданий),

«Шандилья упанишада» в главе 3.14 содержит важнейшую концепцию, ставшую впоследствии основанием учения Веданты: «Атман (Я, Самость) тождествен Брахману (Абсолюту)».